# Jusos

Jusos logotyp.

Arbeitsgemeinschaft der Jungsozialistinnen und Jungsozialisten in der SPD (svenska: "Arbetsgrupp för unga socialister i SPD"), förkortat Jusos eller Jungsozialisten, är Tysklands socialdemokratiska partis (SPD) ungdomsförbund, bildat 1946. Förbundet är uppdelat i tre delar; Jusos för unga, Juso-Hochschulgruppen (Juso-HSG) för högskolestudenter och Juso-SchülerInnengruppe (JSG) för skolelever. Totalt har förbundet cirka 80 000 medlemmar. Medlemmar i SPD är automatiskt medlemmar i Jusos om de är under 35 år gamla.